# Ad gentes
Ad gentes (K národům), celým názvem Ad Gentes Divinitus (Od Boha k národům), zkratka AG, je dekret Druhého vatikánského koncilu o misijní činnosti, který potvrdil potřebu misií a spásy v Kristu.
Ustanovuje evangelizaci jako jedno ze základních poslání katolické církve a potvrzuje vazbu mezi evangelizací a charitou pro chudé. Vyzývá misionáře ke stále větší inkulturaci a nabádá je, aby žili s národy, které se snaží obrátit. Podporuje koordinaci mezi misionáři a dalšími humanitárními organizacemi působícími v misijních zemích. Povzbuzuje k vytváření silných křesťanských společenství i pevných vztahů s ostatními křesťany. V neposlední řadě stanoví směrnice pro přípravu a činnost misionářů.
Přijat byl v poměru 2394 proti 5 hlasům biskupů 18. listopadu 1965. Promulgován byl papežem Pavlem VI. 7. prosince 1965.

## Obsah
Uvedená čísla v závorkách odpovídají číslům oddílů v textu.
Cíl dekretu (1)
„Církev byla poslána Bohem k národům světa, aby byla ,všeobecnou svátostí spásyʻ. Proto se snaží, vedena nejvnitřnějšími požadavky své katolicity a poslušností k svému Zakladateli, srov. Mk 16, 15 (Kral, ČEP) hlásat evangelium všem lidem. Vždyť už sami apoštolové, na nichž je církev vybudována, jako Kristovi následovníci ,kázali slovo pravdy a dávali život církvímʻ. Je povinností jejich nástupců v tomto díle trvale pokračovat, aby se ,slovo Páně dále šířilo a bylo přijímáno s úctouʻ srov. 2Te 3, 1 (Kral, ČEP) a aby se Boží království hlásalo a budovalo všude na zemi.“ 

1. Naukové zásady (2–9)

- Putující církev je svou podstatou misionářská, protože odvozuje svůj původ z poslání Syna a z poslání Ducha svatého podle plánu Boha Otce. (2)

2. Vlastní misijní dílo (10–18)

3. Místní církve (19–22)

Církev není především duchovenstvo, je to především celý Boží lid. Věřící sdílejí křestní jednotu a rovnost, která předchází rozlišování různých rolí ve společenství.
4. Misionáři (23–27)

5. Organizace misijní činnosti (28–34)

6. Spolupráce (35–41)

Tato kapitola potvrzuje, že každý člen Kristova těla má povinnost pomáhat tělu růst. Biskupové (AG 38), kněží (AG 39), řeholníci (AG 40) a laici (AG 41), ti všichni hrají určitou roli.
Závěr (42)
Dekret uvádí, že putující církev má misijní charakter. Tento záměr pramení z pramene lásky, z Otcovy vůle milovat a z Božího plánu spásy lidského rodu (srov. AG č. 9). Misijní činnost není nic jiného a nic menšího než hlásání či zjevování a naplňování Božího plánu ve světě a jeho dějinách, v němž Bůh viditelně uskutečňuje dějiny spásy prostřednictvím misie (srov. AG č. 9). Dekret dostává pozváním velmi zřetelný misijní akcent: 
„Církev, poslaná k národům, má být ,všeobecnou svátostí spásyʻ.“
Tím se přebírá základní definice církve z Lumen gentium (srov. LG č. 48) pro misijní teologii. Misijní činnost a evangelizace je úkolem, který má plnit kolegium biskupů v čele s Petrovým nástupcem za modlitby a spolupráce celé církve (srov. AG č. 6).

## Následné dokumenty
Od dob koncilu se objevují obavy církevních autorit, že se vytratil misijní duch církve v důsledku přijetí anonymního křesťanství, učení Karla Rahnera, že všichni lidé mají implicitní znalost Ježíše Krista. V důsledku toho bylo sepsáno několik církevních dokumentů, které měly povzbudit k větší evangelizaci. 
Evangelii nuntiandi je apoštolská exhortace vydaná 8. prosince 1975 papežem Pavlem VI. v návaznosti na práci synody na toto téma (od 7. září 1974 do 26. října 1980). Zabývá se evangelizací a potvrzuje úlohu každého křesťana (nejen vysvěcených kněží) při šíření katolického náboženství.
Redemptoris missio s podtitulem „O trvalé platnosti misijního poslání církve“ je papežská encyklika Jana Pavla II. vydaná 7. prosince 1990, věnovaná tématu „naléhavosti misijní činnosti“, v níž chtěl vyzvat církev k obnově misijního nasazení.
V roce 2007 Svatý stolec znovu potvrdil povinnost katolíků evangelizovat příslušníky jiných náboženství, což bylo široce interpretováno jako objasnění Lumen gentium proti prohlášením liberálů a dalších, kteří tvrdili, že křesťanský proselytismus se stal historicky a politicky zastaralým.
V roce 2013 vydal papež František apoštolskou exhortaci Evangelii gaudium a vyzval věřící, aby žili podle „misijního impulsu“.
Dědictvím Lumen gentium, Ad gentes a následných dokumentů je iniciativa církve pro novou evangelizaci ve třetím tisíciletí.